# Émile Bergerat

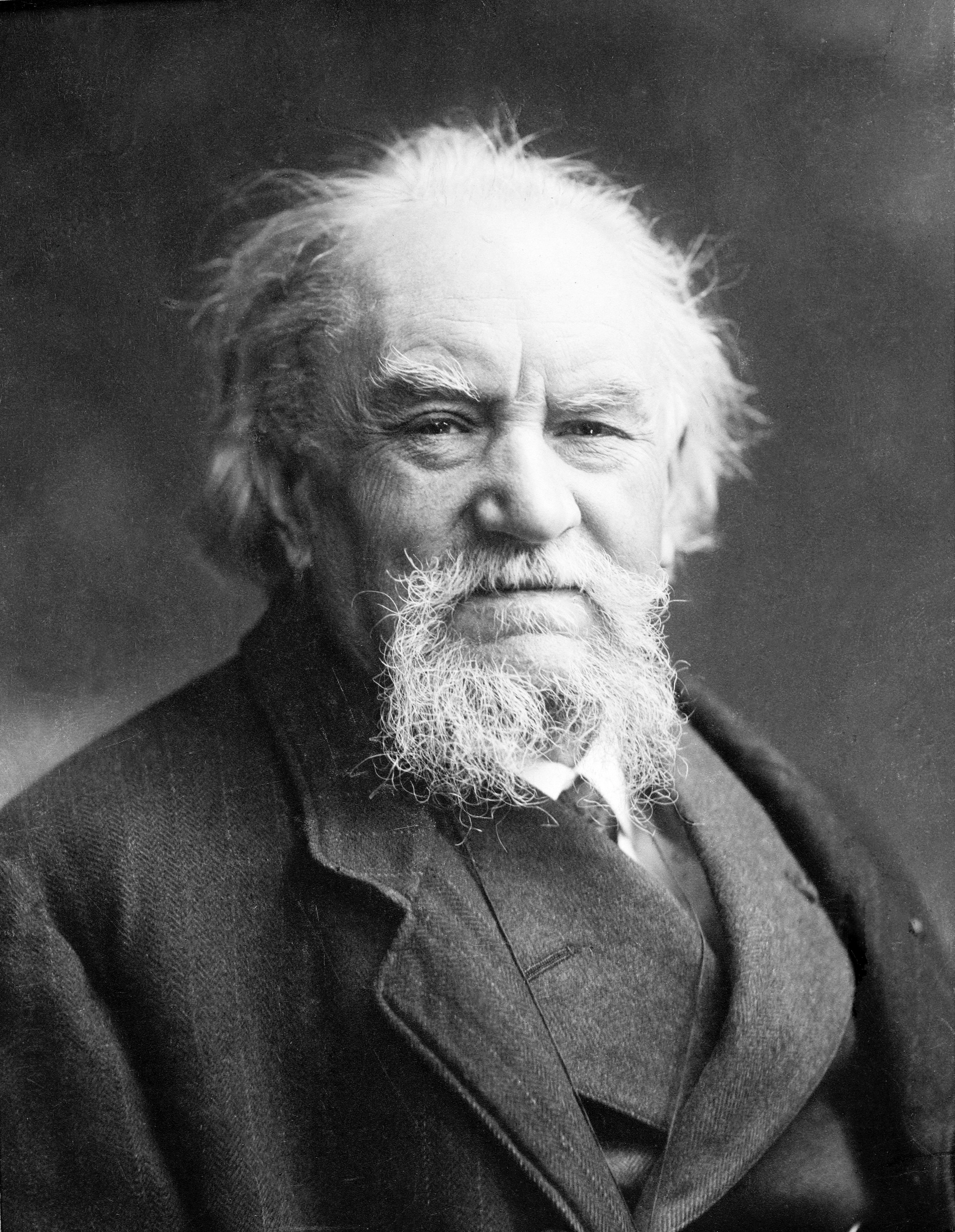
Émile Bergerat

Émile Bergerat (* 29. April 1845 in Paris; † 13. April 1923 ebenda) war ein französischer Journalist und Schriftsteller.

## Leben
Als Journalist schrieb Bergerat u. a. für Tageszeitungen wie Le Figaro. Catulle Mendès und Bergerat heirateten die beiden Töchter Théophile Gautiers; ersterer Judith, letzterer Estelle. Über die Literatur brachte Gautier seine beiden Schwiegersöhne in den Kreis der Parnassiens; seinen anderen künstlerischen Zirkel (unter der Ägide des Bildhauers Jean Bernard), dem „Le petit cenacle“ hielt Gautier für Bergerat und Mendès verschlossen.
Bergerat wurde in die Académie Goncourt (7e couvert) aufgenommen und machte dabei die Bekanntschaft des Malers Paul Baudry. Später veröffentlichte Bergerat über diesen eine beachtenswerte Monographie, zu der sein Schwiegervater das Vorwort beisteuerte. In die kontroversen Diskussionen zu den Ausstellungen des Pariser Salons bzw. ihrer Gegenstücke – zum Beispiel der Société des Artistes Indépendants – beteiligte sich Bergerat mit mehreren Aufsätzen und vor allem seinem Werk Le salon de 1892.
Rund zwei Wochen vor seinem 78. Geburtstag starb Émile Bergerat am 13. April 1923 in Paris.
Eine Bibliothek in Neuilly-sur-Seine (Département Hauts-de-Seine), gegenüber einem ehemaligen Wohnsitz Bergerats, trägt seinen Namen.

## Werke (Auswahl)
Lyrik
- Ballades et sonnets. 1910
- Poèmes de guerre 1870–71. 1871

Sachbücher
- Peinture décoratives de Paul Baudry au grand foyer de l'opera. 1875
- Le salon de 1892. 1892
- Théophile Gautier. 1879

Romane und Erzählungen
- Les amours de Violette. Roman. 1910
- Les contres de Caliban. 1909
- Les contes facitieux. 1910
- Le petit Moreau. Roman. 1857

Theaterstücke
- La Burgonde. 1898 (zusammen mit Camille de Saint-Croix, Musik von Paul Vidal)
- Le capitaine Fracasse (nach dem gleichnamigen Roman von Théophile Gautier)
- Le nuit florentine (nach „Mandragola“ von Niccolò Machiavelli)
- La Pompadour. Comédie. 1901
- Le premier baiser. 1889
- Vidocq, empereur de policiers. 1910